# Protobionti
I protobionti (o protocellule) sono sistemi considerati possibili precursori della cellula procariote. Si tratta di aggregati di molecole organiche abiogenetiche circondate da una membrana o da una struttura simile ad una membrana. 
Si ritiene che essi si siano formati da molecole inorganiche e che da essi si sia successivamente evoluta la vita sulla Terra. Sono strutture prebiotiche piene d'acqua, delimitate da una membrana a doppio strato lipidico. I protobionti esibiscono alcune delle proprietà associate alla vita, un metabolismo ed un'eccitabilità, così come il mantenimento di un ambiente chimico interno differente da quello circostante (Omeostasi). 
È stato suggerito che essi costituiscano il passo chiave nell'origine della vita sulla Terra. Gli esperimenti di Sidney W. Fox e Stanley Miller hanno dimostrato come essi si formino spontaneamente, in condizioni simili all'ambiente che si ritiene presente sulla Terra primordiale. Questi esperimenti producevano liposomi e microsfere, dotati di una struttura di membrana simile al doppio strato fosfolipidico delle cellule composta da molecole d'acqua che perciò evitavano lo spargimento dei vari "organi" del nuovo composto.